# Yves Giraud-Cabantous
Marius Aristide Yves Giraud-Cabantous (Saint-Gaudens, 1904. október 8. – Párizs, 1973. március 30.) francia autóversenyző, volt Formula–1-es pilóta.

## Pályafutása
A második világháború után a korszak meghatározó autóversenyzője volt.
Jelen volt a Formula–1-es világbajnokság legelső versenyén, 1950-ben a brit nagydíjon. Yves ezen a futamon a negyedik helyen ért célba, megelőzve honfitársát, Louis Rosiert. A következő években több világbajnoki versenyen állt rajthoz, ám pontszerző már csak az 1951-es belga nagydíjon tudott lenni. Több a világbajnokságon kívüli Formula–1-es viadalon is részt. Ezeken több győzelmet és dobogós helyezést is szerzett.
1938 és 1955 között hét alkalommal szerepelt a Le Mans-i 24 órás versenyen. Az 1938-as futamon váltótársával, Gaston Serraud-al a második helyen értek célba. Ezt a teljesítményt Yves többé nem tudta megismételni, a következő versenyeken ugyanis egyszer sem ért célba.

## Eredményei

### Le Mans-i 24 órás autóverseny
| Év   | Csapat           | Autó               | Csapattárs        | Helyezés |
| ---- | ---------------- | ------------------ | ----------------- | -------- |
| 1938 | Gaston Serraud   | Delahaye 135CS     | Gaston Serraud    | 2.       |
| 1939 | Ecurie Francia   | Delahaye 135CS     | Eugène Chaboud    | Kiesett  |
| 1949 | Louis Villeneuve | Delahaye 135CS     | Marius Chanal     | Kiesett  |
| 1952 | Donald Healey    | Nash-Healey        | Pierre Veyron     | Kiesett  |
| 1953 | Nash-Healey Inc. | Nash-Healey Sports | Pierre Veyron     | Kiesett  |
| 1954 | Automobiles VP   | VP 166R            | Just-Emile Verney | Kiesett  |
| 1955 | Automobiles VP   | VP 166R            | Yves Lesur        | Kiesett  |

### Teljes Formula–1-es eredménysorozata
(Táblázat értelmezése)

(Félkövér: pole-pozícióból indult; dőlt: leggyorsabb kört futott) 

| Év   | Csapat                     | Modell              | Motor     | 1      | 2   | 3     | 4      | 5      | 6      | 7     | 8      | 9      | Helyezés | Pont |
| ---- | -------------------------- | ------------------- | --------- | ------ | --- | ----- | ------ | ------ | ------ | ----- | ------ | ------ | -------- | ---- |
| 1950 | Automobiles Talbot-Darracq | Talbot-Lago T26C-DA | Talbot L6 | GBR 4  | MON | 500   | SUI Ki | BEL Ki | FRA 8  | ITA   |        |        | 14.      | 3    |
| 1951 | Yves Giraud Cabantous      | Talbot-Lago T26C    | Talbot L6 | SUI Ki | 500 | BEL 5 | FRA 7  | GBR    | GER Ki | ITA 8 | ESP Ki |        | 18.      | 2    |
| 1952 | HW Motors                  | HWM 52              | Alta L4   | SUI    | 500 | BEL   | FRA 10 | GBR    | GER    | NED   | ITA    |        | -        | 0    |
| 1953 | HW Motors                  | HWM 53              | Alta L4   | ARG    | 500 | NED   | BEL    | FRA 14 | GBR    | GER   | SUI    | ITA 15 | -        | 0    |